# ラモン・ヌニェス
ラモン・ヌニェス（Ramón Fernando Núñez Reyes、1985年11月14日 - ）は、ホンジュラスの元サッカー選手。元ホンジュラス代表。ポジションはミッドフィールダー。

## 経歴
2007年9月にホンジュラス代表デビュー。
2008年にはU-23代表として北京オリンピックにも出場した。
2010 FIFAワールドカップではグループステリーグの全3試合に出場した。2011 CONCACAFゴールドカップでも全5試合に出場、ベスト4となった。ホンジュラス代表で通算44試合に出場、5得点をあげた。

## 代表歴

### 出場大会
- ホンジュラス代表
  - 2010 FIFAワールドカップ

### 試合数
- 国際Aマッチ 44試合 5得点（2007年-2011年）[1]

| ホンジュラス代表 | 国際Aマッチ | 国際Aマッチ |
| 年               | 出場        | 得点        |
| ---------------- | ----------- | ----------- |
| 2007             | 4           | 0           |
| 2008             | 9           | 3           |
| 2009             | 11          | 0           |
| 2010             | 9           | 0           |
| 2011             | 11          | 2           |
| 通算             | 44          | 5           |